# Markus Francisci
Markus Francisci (Brassó, 1675? – Keresztényfalva, 1719. május 8.) evangélikus lelkész.

## Élete
Brassóból származott, Markus Francisci (1638?–1691) vidombáki lelkész fia volt. Szülővárosában, majd 1692–1693 között Wittenbergben tanult. 1710-ben városi prédikátor lett Brassóban és 1719-ben Keresztényfalván.

## Munkái
- Dissertatio historica de ritibus Sacramentum Eucharisticum institutis, praes. Abr. Henr. Deutschmann. Vittebergae, 1693.
- Dissertatio theologica de Oratione dominica, et specialiter de secunda petitione, praes. Joh. Deutschmann. Vittebergae, 1694.